# Microsage infulata
Microsage infulata là một loài tò vò trong họ Ichneumonidae.